# Черкасская табачная фабрика
Черкасская табачная фабрика (укр. Черкаська тютюнова фабрика) — промышленное предприятие в городе Черкассы, прекратившее существование.

## История

### 1878 - 1917

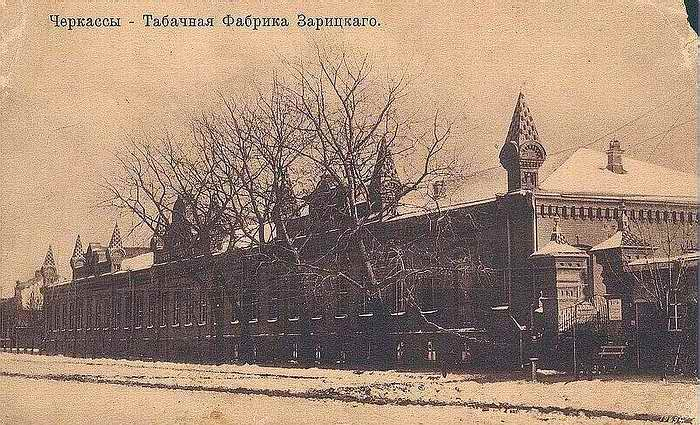
Табачная фабрика Зарицкого (1910 год)

Фабрика купца первой гильдии Зарицкого в уездном городе Черкассы Черкасского уезда Киевской губернии начала работу в 1878 году.
После создания пароходства и завершения строительства железнодорожной линии Москва - Одесса (мост через Днепр на которой был построен у города Черкассы) город начинает развиваться. Развитие получила и табачная промышленность - если в 1885 году в Черкассах действовали две табачно-махорочные фабрики, на которых работали 122 человека, то в 1903 году здесь действовали четыре табачно-махорочные фабрики).
В 1900 году численность рабочих на фабрике Зарицкого составляла 356 человек, она являлась одним из крупнейших предприятий города. Условия труда в это время были тяжёлыми, продолжительность рабочего дня составляла 14 часов.
В ходе революции 1905 - 1907 гг. в городе прошли демонстрации с требованиями повышения заработной платы и введения 8-часового рабочего дня, в результате, в 1905 году администрация завода была вынуждена сократить рабочий день до 9 часов и увеличить оплату, но после ареста активистов стачечного движения полицией в 1910 году рабочий день был увеличен до 10 часов.
В 1912 году рабочие фабрики Зарицкого (на которой в это время работало 500 человек) вновь бастовали.
После начала Первой мировой войны часть рабочих была мобилизована в действующую армию, количество работников-женщин увеличилось. В связи с ухудшением условий жизни и ростом цен в 1915 году рабочие фабрики вновь начали забастовки. Крупнейшая стачка продолжалась с 20 ноября 1915 года до 1 декабря 1915 года, администрация завода была вынуждена повысить оплату труда.
В июне 1916 года состоялась следующая стачка, в которой участвовали 450 рабочих, которые потребовали сократить продолжительность рабочего дня в предпраздничные дни с 9 часов до 8,5 часов и повысить зарплату. Администрация завода частично выполнила требования. В следующий раз рабочие начали забастовку в январе 1917 года, но после того, как администрация пообещала рассмотреть их требования в апреле, рабочие вернулись к работе.

### 1918 - 1991
16 (29) января 1918 года в Черкассах была установлена оккупационная Советская власть, но уже в начале марта 1918 года город был оккупирован наступавшими австро-немецкими войсками (которые оставались здесь до ноября 1918 года). В дальнейшем, город оказался в зоне боевых действий и в ходе гражданской войны неоднократно переходил из рук в руки.
25 января 1919 года Советская власть была восстановлена, летом 1919 года фабрика Зарицкого была национализирована, но в конце августа 1919 года Черкассы заняли войска ВСЮР, которые оставались здесь до 31 декабря 1919 года (когда в город вошли войска 12-й армии РККА и Советская власть была восстановлена).
После окончания боевых действий фабрика Зарицкого работала с перебоями. В декабре 1920 года в Черкассах прошла городская партийная конференция, на которой был разработан и принят план восстановления промышленности города. В соответствии с планом, все табачно-махорочные предприятия объединили в единое предприятие, получившее название Черкасская махорочная фабрика.
В 1933 - 1935 гг. на фабрике была механизирована расфасовка махорки, что позволило увеличить выпуск продукции вдвое - до 2 тыс. пачек махорки в сутки.
Во время Второй Мировой Войны в связи с приближением к городу линии фронта оборудование фабрики (к этому времени ставшей предприятием союзного значения) было эвакуировано в город Алатырь Чувашской АССР, но помещения фабрики пострадали в ходе боевых действий и немецкой оккупации (22 августа 1941 - 14 декабря 1943).
После освобождения города советскими войсками началось восстановление предприятия, и в марте 1944 года Черкасская табачно-махорочная фабрика была введена в эксплуатацию. Она стала первым крупным предприятием города, возобновившим производство.
В 1948 году фабрика достигла довоенного уровня производства, а в дальнейшем превысила его.
В целом, в советское время фабрика входила в число крупнейших предприятий города.

### После 1991

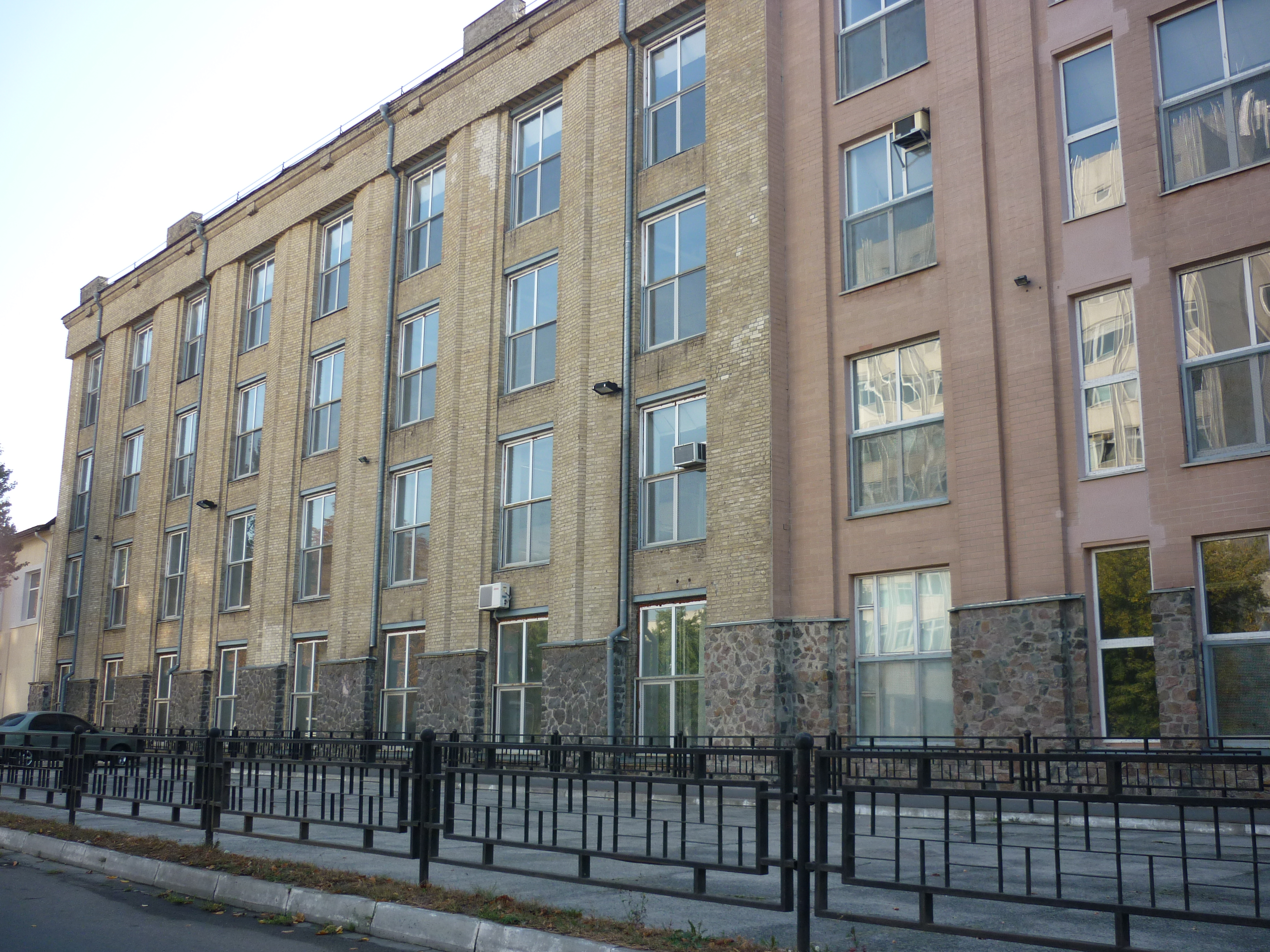
здание Черкасской табачной фабрики (2011 год)

После провозглашения независимости Украины, 11 ноября 1992 года государственное предприятие было преобразовано в арендное предприятие, 31 декабря 1993 года оно было продано немецкой табачной компании «Reemtsma».
10 декабря 2001 года фабрика перешла в собственность британской компании "Gallaher".
В 2007 году фабрика перешла в собственность компании "JTI-Україна" (филиала подразделения "JT International" корпорации "Japan Tobacco"). Начавшийся в 2008 году экономический кризис осложнил положение предприятия, 23 октября 2008 года было принято решение о закрытии фабрики (производственное оборудование которой осенью 2008 года начали демонтировать для установки на Кременчугской табачной фабрике).
В ноябре 2011 года здание фабрики передали в коммунальную собственность города, после чего в нём был открыт муниципальный центр развития. В марте 2012 года в помещениях центра разместили организации городского Дома культуры, в дальнейшем в здании были размещены городская музыкальная школа № 2 и центр оказания административных услуг.
В августе 2012 года на трубе фабрики повесили флаг Украины.